# 로테르담 마라톤
로테르담 마라톤(Rotterdam Marathon)은 네덜란드, 로테르담에서 매년 4월에 열리는 마라톤 대회이다. 1983년에 처음 시작되었다.